# Кубок
Ку́бок (др.-греч. κύβος) — большой сосуд для питья воды, вина, пива, мёда; в отличие от бокала обычно с крышкой, на ножке и поддоне. В словаре В. И. Даля: «Питейный стакан, рюмка, чаша, стопа, особенно серебряный, всякой величины и вида». Античный прототип такого сосуда — каркезиум. В западноевропейском Средневековье: «бокал, чаша» (нем. Pokal), откуда старо-русск. «ковкал». Итальянская форма «bicchiere».
Близкий тип чаши на ножке в Италии называется тацца. Другой похожий тип кубка — «колокольчатый», или Акелей (Аклейбехер, Агляйбехер; нем. Akeleibecher, Ageleibecher).
Кубок — распространённый предмет декоративно-прикладного искусства. Различные виды утилитарных и декоративных кубков изготавливали в разное время и в разных странах из глино-каменных масс, олова, стекла, бронзы и позолоченного серебра. Роскошный «буклированный» кубок с крышкой изобразил А. Дюрер, начинавший свою деятельность в качестве «златокузнеца» и ювелира в Нюрнберге, в руках «вавилонской блудницы» на гравюре из серии «Апокалипсис».
Богато украшенные застольные кубки нашли отражение в живописи и поэзии:

Ты скажешь: ветреная Геба,
Кормя Зевесова орла,
Громокипящий кубок с неба,
Смеясь, на землю пролила.
Ф. Тютчев

Сборник стихотворений «Громокипящий кубок» опубликовал в 1913 году Игорь Северянин.
Выдающимся произведением античного искусства является легендарный «Кубок Нестора», — золотая чаша, описанная в поэме Гомера «Илиада» как принадлежащая Нестору, царю Пилоса:

Кубок красивый поставила, из дому взятый Нелидом,
Окрест гвоздями златыми покрытый; на нём рукояток
Было четыре высоких, и две голубицы на каждой
Будто клевали, златые; и был он внутри двоедонный.
Тяжкий сей кубок иной не легко приподнял бы с трапезы,
Полный вином; но легко подымал его старец пилосский.

В археологии термин «чаша Нестора» употребляется применительно к двум находкам: золотой чаше из Микен, которую нашедший её Генрих Шлиман идентифицировал с упомянутой в «Илиаде», и глиняный кубок, обнаруженный в Искье, Италия, ставший известным благодаря надписи на нём.
Гипотеза Шлимана, несмотря на её привлекательность, не была принята большинством археологов, так как, во-первых, микенское захоронение, из которого она была извлечена, датировано примерно 1600—1500 до н. э., то есть за три века до предполагаемой даты Троянской войны, во-вторых, внешне эта чаша отличается от описанной Гомером: она меньше по размеру, у неё не четыре, а только две ручки, а украшены эти ручки фигурками не голубей, а соколов.
Почётное место в истории искусства занимает «Кубок Птолемея», или «Кубок Нерона» — кубок с двумя ручками, выполненный из сардоникса. Резьба в технике камеи изображает виноградную лозу и атрибуты дионисийского культа. Кубок создан, возможно, в правление императора Нерона (54—68); по одной из версий — в Александрии Египетской времени правления Птолемеев (отсюда название). В Средневековье этот кубок использовали в качестве предмета христианского культа. Кубок хранился в сокровищнице аббатства Сен-Дени, ныне — в Национальной библиотеке в Париже.
В форме кубка или чаши представляли в средневековых легендах Святой Грааль. После рыцарских турниров победителю подносили кубок вина, обычай сохранился, и примерно с середины XIX века кубок стал применяться в качестве приза или подарка.
Так называемая «Чаша Фарнезе» (Tazza Farnese) — самая большая из известных камей, её диаметр 20 см. Она изготовлена из агатоникса во второй половине II века до нашей эры в Александрии Египетской. Позднее она перешла в собственность семьи Фарнезе, ныне — в собрании Национального археологического музея в Неаполе.
К подобному типу изделий примыкает знаменитый  «Кубок Петра Великого»  — золотой кубок ок. 32 см в высоту, украшенный множеством камей французских и итальянских мастеров XVI—XVII веков (ок. 230 резных камней). Работа мастеров северного, немецкого барокко. Кубок был подарен в 1716 году в Копенгагене датским королём Христианом VI русскому царю Петру I. После кончины Петра Великого кубок хранился в петербургской Кунсткамере. Позднее был разрушен ради пополнения собрания гемм императрицы Екатерины II. Сохранились его гравированные изображения.
В Средневековье в рейнских землях были распространены кубки для питья из тёмного «лесного стекла» (вальдглас) на высокой конической ножке, украшенной налепами или обвитой стеклянной нитью — рёмеры (нем. Römer — римлянин) или (нидерл. roemer — заздравный).
Уникальными изделиями немецкого ювелирного искусства эпохи Северного Возрождения и барокко являются драгоценные кубки-наутилусы. Их изготавливали в эпоху романтики дальних странствий и великих географических открытий, тяги ко всему загадочному и экзотичному, собирания «натуралий» для придворных кабинетов редкостей — кунсткамер. Основу подобных кубков составляли скорлупа кокосовых орехов, яйца страуса или перламутровая раковина «наутилуса» (лат. Nautilus, — род головоногих моллюсков). В ювелирных мастерских Аугсбурга, Нюрнберга и Гамбурга большие перламутровые раковины оправляли в золото и серебро и дополняли фигурками тритонов, наяд и морского бога Нептуна. В собрании Оружейной палаты Московского Кремля хранятся многие подобные изделия, поступавшие в качестве даров западноевропейских послов.
К типу шутейных сосудов примыкают свадебные кубки «юнгфрау» с двумя ёмкостями, из которых пили во время брачной церемонии жених и невеста, другие двойные кубки, один из которых крепился в перевёрнутом положении на другом, и многие иные подобные изделия.
В Гостиной дворца «Коттедж» в Петергофе хранится так называемый «Потсдамский кубок», выполненный из серебра немецким мастером И. Г. Хоссауэром в память о проходившем в Потсдаме 13 июля 1829 года «Празднике Белой розы». Кубок несколько напоминает средневековые цеховые кубки «вилькомы». Он украшен эмалевыми гербами участников «рыцарского турнира», устроенного королём Фридрихом в честь дня рождения российской императрицы Александры Фёдоровны (урождённой принцессы Шарлотты Прусской), супруги императора Николая I. Праздник назвали «Волшебство Белой Розы». Его художественным оформлением в неоготическом стиле ведал архитектор К. Ф. Шинкель.

## Кубок в России
Античная и средневековая форма кубка — как утилитарного сосуда для питья, а затем и культового предмета послужила основой древнерусских потиров (от др.-греч. ποτήρ — чаша, кубок; в латинском обряде — калеж, от лат. calix) — сосудов для христианского богослужения, применяемый при освящении причастного вина и принятии Святого Причастия.
При царе Алексее Михайловиче на Измайловском заводе под Москвой с помощью итальянских мастеров начали производить кубки из прозрачного стекла. В первой четверти XVIII в., в период «русского, или петровского, барокко» по образцу южно-немецких и богемских стеклянных кубков, высоких, на резных, точёных ножках с крышками, стали изготавливать такие же, получившие название «петровских». Кубки украшали матовой гравировкой или алмазным пунктированием (подобно голландским) — эмблемами, гербами с двуглавыми орлами, портретами, изображениями кораблей российского флота с девизами, например: «Виватъ царь Петръ Алексеевичъ». Гравировку дополняли росписью чёрной краской (шварцлотом) и позолотой. Особенно знаменит был известный ныне лишь по литературным описаниям огромный «Кубок большого орла», который царь шутки ради наполнял до верха водкой и предлагал выпить до дна иностранным посланникам. Те, не смея отказаться, после этого валились под стол. В петергофском дворце Монплезир хранится стеклянный кубок емкостью 1 литр 125 граммов. Он украшен рисунком в технике травления и латинской надписью: «Tandem bona causa triumphat» («Доброе дело всегда побеждает»).
С XVIII века кубок стал атрибутом не только императорских, но и вельможных застолий. Так как кубок носил репрезентативную функцию, его оформлению уделялось особое внимание. На кубках, изготовленных к особому случаю, размещались тематические изображения. В 1770-е годы появились кубки, символизирующие победы в русско-турецких войнах, изображающие морские сражения русского флота. Картуши и орнаменты этого периода оформлены в стиле рококо.

## Галерея
- Чаша Фарнезе. Вт. пол. II века до н. э. Александрия Египетская. Агатоникс. Национальный археологический музей, Неаполь
- «Кокосовый кубок» со сценами из жизни царя Давида. 1577—1578. Чикагский институт искусств, США
- Кубок «наутилус». Англия. Между 1560 и 1570. Музей Виктории и Альберта, Лондон
- Наутилус. Ок. 1590. Нидерланды. Музей Бойманса — ван Бёнингена, Роттердам
- Наутилус. 1627. Музей сокровищницы собора Нотр-Дам, Страсбург
- Наутилусы в экспозиции Оружейной палаты Московского кремля
- Солонка-наутилус. Между 1560 и 1567. Мастер Франсуа Кревкьер. Музей серебра, Палаццо Питти, Флоренция
- Наутилус. Ок. 1630. Нидерланды. Художественный музей Уолтерса, Балтимор, США
- Чаша и патена (тарель) для Святого Причастия. Городской музей, Копенгаген
- Каликс. Ок. 1390. Серебро, золочение, эмали. Музей изобразительных искусств, Лион
- Коронационная чаша (Calice). Конец XII в. Золото, эмаль, жемчуг, камеи, драгоценные камни. Сокровищница Реймсского собора, Франция
- Золотой кубок Царя и Великого Князя Михаила Феодоровича. Рисунок Ф. Г. Солнцева. Древности Российского государства. 1846—1853
- Братина Царя и Великого Князя Алексея Михайловича (наутилус). Рисунок Ф. Г. Солнцева. Древности Российского государства. 1846—1853
- Потир из Ипатьевского монастыря в Костроме. 1911. Серебро
- Кубки с гравировкой, росписью шварцлотом и золотом. 1750-е гг. Санкт-Петербургский стеклянный завод